# Hydropsyche smiljae
Hydropsyche smiljae là một loài Trichoptera trong họ Hydropsychidae. Chúng phân bố ở miền Cổ bắc.